# Поварёнкин, Симан Викторович
Симан Викторович Поварёнкин — российский бизнесмен, с середины 1990-х годов управляет активами в банковском и промышленном секторе. Окончил Омский государственный университет по специальности «химия и нефтехимия», также изучал финансы и банковское дело в Московской экономической академии, Bank Tutors Institute (Франкфурт-на-Майне, Германия) и в учебном центре «Интеллектуальный фонд» (Париж, Франция).
Инвестировал в горнорудную отрасль, геофизику и здравоохранение в Азии, в том числе во Вьетнаме, в Европе и Латинской Америке. Был председателем совета директоров группы «Промышленные инвесторы», «Транспортной группы FESCO», «Русского индустриального банка», а также первым вице-президентом и руководителем инвестиционного бизнеса «Инкомбанка», председателем совета директоров «Национальной контейнерной компании» и Владивостокского морского торгового порта, работал директором Saddleback Corporation Ltd.

## Биография
Отец, Виктор Семенович Поваренкин — заслуженный химик РФ (1996), генеральный директор ОАО «Омскшина» (1994-1997), начальник управления делами Омского филиала ОАО «АБ Инкомбанк» (1997-2000), ген. директор САО «Росгосстрах-Омск».
В 1992 г. окончил Омский государственный университет по специальности «химия и нефтехимия».
В 1992-1994 гг. занимал различные посты в ПО «Омскшина». С 1994 по 2002 занимал различные должности в банковской сфере: руководитель Омского филиала, вице-президент, первый вице-президент «АБ Инкомбанк», главный советник председателя правления, председатель правления Русского Индустриального банка.
С 2001 по 2007 — партнер владельца группы «Промышленные инвесторы» экс-министра энергетики России Сергея Генералова.

## ГеоПроМайнинг
По состоянию на 2012 год являелся основным акционером и членом совета директоров компании «ГеоПроМайнинг» (GPM, GeoProMining), управляющей золотодобывающими и медедобывающими предприятиями в России и Армении (где является одним из трёх крупнейших российских инвесторов).
В 2005 году совместно с Сергеем Генераловым приобрёл крупную грузинскую горнодобывающую компанию, в состав которой входят предприятия Маднеули и «Кварцит», которые стали одними из основных активов будущей компании GPM. После раздела активов «Промышленных инвесторов» в 2007 году Поварёнкин стал основным акционером «ГеоПроМайнинга» и в дальнейшем приобрёл активы в Армении и России. В июне 2012 года компания продала активы в Грузии.
Входит в состав делового совета при после России в Великобритании, в октябре 2011 года принимал участие в официальном визите правительственной делегации Якутии в Великобританию как руководитель одного из крупнейших инвесторов в регионе[значимость факта?].

## GPM Asia
Ещё один горнорудный проект Поварёнкина — GPM Asia (не входит в ГеоПроМайнинг). В 2009 году GPM Asia приобрела активы по добыче и переработке минеральных песков, расположенные в провинции Биньтхуан на юго-востоке Вьетнама. GPM Asia производит циркон и природные соединения титана (ильменит (титанистый железняк), рутил и монацит).

## Прочие активы
Сеть кафе «Шоколадница» — 40 % (через гонконгскую инвестиционную компанию Acmero Capital)

## Состояние
Владеет поместьем XIX века в Нормандии, которое ранее принадлежало Иву Сен-Лорану.
По данным журнала «Финанс» занимает 497-е место в списке самых богатых людей России.